# Ectobius indicus
Ectobius indicus är en kackerlacksart som beskrevs av Bei-Bienko 1938. Ectobius indicus ingår i släktet Ectobius och familjen småkackerlackor. Inga underarter finns listade i Catalogue of Life.